# たまご&カンパニー
たまご&カンパニー株式会社（たまごアンドカンパニー、英文名称TAMAGO & COMPANY INC.）は、鶏卵の販売や加工卵の製造などを行う日本の企業。鶏卵業界の最大手である。旧社名はイセ食品株式会社（イセしょくひん、英文名称ISE FOODS.INC.）。
2022年(令和4年)3月25日、イセ食品とイセの2社が東京地方裁判所から会社更生手続開始決定を受けたことにより、会社更生法に基づく更生会社となり、管財人の下で更生計画を遂行していた。
2024年（令和6年）2月1日、イセ食品株式会社は商号を『たまご＆カンパニー株式会社』へ変更。
2025年(令和7年)3月3日、東京地方裁判所から更生手続終結の決定を受け、新たなスタートを切ることになった。

## 主な製品
- 家庭用鶏卵 - 伊勢の卵（機能性表示食品[7]）、森のたまご
- 業務用製品 - 液卵、ゆで卵、卵焼き
- その他 - 金澤プリン

## 主な関連会社
たまご&カンパニーホームページ「グループ企業」などによる。
ISEホールディングスについてはISEホールディングス参照。

### 国内
- たまご＆ファーマーズ株式会社
- 有限会社つくばファーム - 茨城県石岡市
- たまご＆パートナーズ株式会社
- イセ・アセアン株式会社
- 有限会社はやま農場

### 海外
- ISE ASIA PACIFIC PTE. LTD - シンガポール
- AKARA-ISE COMPANY LIMITED - タイ王国
- ISE-OVO COMPANY LIMITED - ミャンマー
- PT ISE FOODS INDONESIA - インドネシア

## 沿革
- 1912年（明治45年） - 伊勢多一郎が富山県で鶏の育種・改良事業に着手
- 1929年（昭和4年） - 山王家禽組合設立
- 1952年（昭和27年） - 伊勢彦信がイセ株式会社を設立
- 1971年（昭和46年） - フラワー食品株式会社（後のイセ食品）設立
- 1991年（平成3年） - タマムラデリカ設立[9]
- 1997年（平成9年） - デイリー事業部を分社化、イセデリカ株式会社設立
- 2000年（平成12年） - イセフーズマーケティング株式会社設立、イセコーポレーション設立[10]
- 2011年（平成23年） - 「フード・アクション・ニッポン アワード2010」（プロダクト部門）に入賞
- 2012年（平成24年） - 創業100周年を迎える
- 2018年（平成30年） - 豊田通商が出資[11]
- 2020年（令和2年） - 本社を埼玉県鴻巣市から東京交通会館へ移転
  - - ISEホールディングス設立[12]
  - - イセフーズマーケティングをi-エッグプラスに改称[13]
- 2022年（令和4年）
  - 3月11日 - 債権者からイセ株式会社と共に会社更生手続を申し立てられ、同日付で東京地方裁判所から保全管理命令を受ける[14][15][16][17]。
  - 3月25日 - イセ食品とイセの2社が東京地方裁判所から会社更生手続開始決定を受け[18][19]、伊勢農場がイセ食品の管財人から会社更生手続を申し立てられ、同日付で東京地方裁判所から保全管理命令を受ける[20]。
  - 4月28日 - 伊勢農場が東京地方裁判所から会社更生手続開始決定を受ける[21][22]。
  - 11月25日 - イセ食品がSMBCキャピタル・パートナーズとスポンサー契約を締結[23][24]。
  - 11月30日 - 富士たまごが東京地方裁判所から会社更生手続開始決定を受ける。新ひたちファーム、千葉孵化場、はやま農場、イセファーム東北、かすみがうら農場、つくばファーム、森屋農場の7社が東京地方裁判所から民事再生手続開始決定を受ける[25][26]。
- 2023年（令和5年）9月1日 - 富士たまごを存続会社とするグループ会社の合併を行い、社名を「たまご&ファーマーズ」にする予定[27]。
- 2024年（令和6年）2月1日 - 本企業の商号を「たまご&カンパニー」に変更した[27]。
- 2025年（令和7年）3月3日 - 東京地方裁判所から更生手続終結の決定を受け、新たなスタートを切ることになった[6]。

## 会社更生法適用の経緯
イセ食品は国内はもとより、アメリカやアジアにも進出して事業を拡大した他、国内事業においてもM&Aによって事業を拡大していき、2018年1月期は470億6000万円の売上があった。その一方で、関連会社へ資金融通や過大投資、高額な美術品へ資金を投下していた他、不適切な人員配置などでガバナンスが機能しておらず、生産性が著しく低下していた。イセ食品グループが所有している美術品の総額は約120億円に上るという。
しかし、業容拡大により金融債務が増加していき、追い打ちをかけるかのように、新型コロナウイルスの影響により外食産業の不振に伴い卵価が下落した他、飼料価格の上昇により業績や資金繰りが悪化。2020年1月期の売上も約468億円にまで落ち込んだ。金融機関からの融資を受けることが困難となり、ノンバンクに手を出すようになった。2020年3月に私的整理を申請した。取引金融機関約50行との間でバンクミーティングなどを行い、2021年3月末までに伊勢彦信の後継者を決めて事業承継することや、伊勢彦信への貸付金の弁済などが私的整理の枠組みに盛り込まれる事になり、2020年9月に全ての金融機関が同意し、2021年7月まで金融債務の返済が猶予される事になった。この時期から取引先の間でイセ食品に対する信用不安が広まり、2020年12月頃から帝国データバンクや東京商工リサーチなどの信用調査機関に対して問い合わせが相次いでいたという。
一方で、伊勢彦信はバンクミーティングによる合意には非協力的であり、美術品も所有形態を巡って金融機関との関係が悪化していった。2021年6月30日付で伊勢彦信が会長兼社長から退任し、後任の社長に田中保成が就任した。田中が社長に就任した後もバンクミーティング自体も難航していた他、金融債務の返済猶予期限を過ぎた2021年7月以降も、約定を履行できない状態に陥ることになった。2022年に入っても、ノンバンクからの借り入れが続いていた他、金融機関の同意を得ないままグループ会社の事業譲渡を実施した。
このため、株主であり、伊勢彦信の長男である伊勢俊太郎が代表を務めるISEホールディングスと債権者であるあおぞら銀行は、経営体制の抜本的な見直しが不可欠と考え、2022年3月11日にイセ食品と関連会社であるイセに対して会社更生手続を申し立て、同日付で東京地方裁判所から保全管理命令を受け、同年3月25日に東京地方裁判所から会社更生手続開始決定を受けた。関連会社である伊勢農場も経営者不在の状態であった事から、同日にイセ食品の管財人から会社更生手続を申し立てられ、同日付で東京地方裁判所から保全管理命令を受け、同年4月28日に会社更生手続開始決定を受けた。負債総額は3社合計で483億円。信用調査機関によれば、「伊勢彦信と伊勢俊太郎との間で経営をめぐる確執があったのではないか」と指摘している。
管財人によれば、金融機関との間で、DIPファイナンスに関する金銭消費貸借契約を締結済みであり、資金繰りには支障はないとしている。イセ食品は「営業はこれまで通り継続し、一般商取引債権に関しては裁判所の許可を得て、従前の取引条件での取引継続を条件に全額支払う予定である」とコメントしている他。すでにイセ食品の事業に興味を持った数社のスポンサー候補が現れているという。
伊勢彦信元会長の弁護団は2022年4月18日に、イセの会社更生手続開始を不服として、東京地方裁判所に抗告を申し立てた。抗告期限が同日であったイセ食品の会社更生手続開始決定に関する抗告は見送った。これにより、イセ食品の会社更生手続開始決定は確定する事になった。
11月25日、イセ食品や伊勢農場などのグループ企業と三井住友銀行の投資子会社のSMBCキャピタル・パートナーズがスポンサー契約を締結したことが発表された。事業運営面、経営管理面ではコンサルティング会社の経営共創基盤のサポートを受ける。 イセ食品、イセ、伊勢農場の3社以外の関連会社に対する会社更生手続の申立てに関しては当初はないとしていたが、前述の通り、富士たまご、新ひたちファーム、千葉孵化場、はやま農場、イセファーム東北、かすみがうら農場、つくばファーム、森屋農場の8社は法的処理を受けることになった。イセファーム、エッグドリーム八千代、美咲ファームの3社は私的整理での再生を目指す。

## 不祥事
所得隠し報道
2011年（平成23年）7月20日、『産経新聞』と『読売新聞』はイセ食品が所得隠しを行っていたと朝刊で報じた。これらの記事によると、関東信越国税局など6国税局から税務調査を受け、所得隠しを指摘された額は『産経新聞』が10億円、『読売新聞』が15億円に達すると報じた。その方法として読売新聞は、関連企業との間で既に終了した取引について後から販売価格を引き下げた合意書を作成、安価で販売したように装ったとした。さらに、こうした一連の取引がなければ、イセ食品は赤字になっていた可能性があるとも指摘された。これに対し、イセ食品は公式ウェブサイトにて「国税局と弊社との見解の相違から修正申告に応じることになった」のであり、所得隠しを意図したことはない、と発表した。また、納付すべき税は全て納付済みであることも公表した。

## 芸術
2019年（令和元年）11月、富山県高岡市福岡町内にある富山事業所内に、伊勢彦信元会長の美術品コレクションを紹介する美術館を開館した。伊勢元会長は日本のトップアートコレクターに選ばれたこともある世界的な美術品コレクターであり、富山事業所に2階建ての新棟建設を機に設立された。新棟の2階は既存棟から移った新事務所で、1階が美術館となっており、西洋画、日本画、陶磁器などの美術品が展示される。なお、警備上の都合により展示品は招待者のみの公開となっている。また、スペースがあいた既存棟はホールと茶室に改築し、イベントなどで一般開放する。
旧イセ食品グループは助成・顕彰を行う「一般財団法人イセ文化財団」と、国際交流を支援する「イセ文化基金」を設けている。イセ食品の会社更生手続開始に伴い、伊勢元会長は、全ての美術品コレクションを売却する事を検討しているというが、会社更生手続開始決定により、全ての美術品が差し押さえられる可能性があるという。

## ISEホールディングス
ISEホールディングス株式会社は東京都千代田区に本社をおく企業。2020年に当時イセ食品社長であった伊勢彦信の長男である伊勢俊太郎を代表として設立され、イセ食品の事業の一部を引き継いだ。イセ食品とは別に子会社イセデリカ、タマムラデリカ、i-エッグプラスとともにi&Patnersグループを作る。2022年3月11日にイセ食品と関連会社であるイセに対してあおぞら銀行とともに会社更生手続を申し立てた。イセ食品との直接の資本関係はない。